# Diario Oficial de la Federación
El Diario Oficial de la Federación (DOF) es un órgano del gobierno federal mexicano dirigido por la Secretaría de Gobernación. Es el diario oficial del país cuya función principal es publicar en el territorio nacional las leyes, reglamentos, acuerdos, circulares, órdenes y demás actos expedidos por los Poderes de la Unión, para informar y que sean acatados según lo establecido en el área de su competencia. Ningún acuerdo, decreto, ley, modificación, resolución, tratado internacional, aviso o cualquier otro documento aprobado por el Estado mexicano entra en vigor sino hasta que sea publicado en el DOF.

## Funciones
Según la fracción XVI del artículo 27 de la Ley Orgánica de la Administración Pública Federal entre las facultades de la SEGOB se encuentra: «Administrar el Diario Oficial de la Federación y publicar las leyes y decretos del Congreso de la Unión, de alguna de las dos Cámaras o de la Comisión Permanente y los reglamentos que expida el Presidente de la República, en términos de lo dispuesto en la fracción I del artículo 89 constitucional y el artículo 72 constitucional, así como las resoluciones y disposiciones que por ley deban publicarse en dicho medio de difusión oficial».

## Periodicidad y consulta
El Diario Oficial de la Federación es editado de lunes a viernes por la Secretaría de Gobernación, y también puede ser consultado vía Internet. Tiene dos ediciones, una matutina y una vespertina.

## Historia
En 1848, se llamó El Correo Nacional, y se fundó el día 24 de septiembre.